# Aegyptobia alpinensis
Aegyptobia alpinensis är en spindeldjursart som beskrevs av Baker och James P. Tuttle 1972. Aegyptobia alpinensis ingår i släktet Aegyptobia och familjen Tenuipalpidae. Inga underarter finns listade i Catalogue of Life.